# Prix Tardif
Le prix Tardif, de la fondation du même nom, est un prix de littérature exceptionnel décerné uniquement en 1956 par l’Académie française. 
Étienne Tardif, né le 24 mai 1875 à Vienne et mort le 23 novembre 1956, est un médecin, lieutenant-colonel (Médecin de première classe des troupes coloniales) et écrivain français.

## Liste des lauréats
- Mme L. Bertier de La Plaine pour Triptyque de vie, espoir, douleur, paix
- Mary Cressac pour Le lion ailé
- Eugène Moreau pour Au gré des jours
- E. Paumès pour Les Saisons
- Émile Queinnec pour L’Image et Le Temps